# Niculae Abramescu
Niculae Abramescu (Târgoviște, 31 marzo 1884 – Cluj-Napoca, 11 febbraio 1947) è stato un matematico rumeno.
Docente di matematica all'università di Bucarest dal 1921, ebbe un proficuo periodo di collaborazione con l'economista italiano Vito Volterra.